# Monte Rotondo (Monti Sibillini)
Il monte Rotondo (2101 m s.l.m.) è uno dei massicci che costituiscono il sottogruppo settentrionale della catena dei Monti Sibillini nell'Appennino umbro-marchigiano. È l'ultimo complesso all'estremità settentrionale della catena comprendente cime oltre i 2000 m.
Amministrativamente è interamente compreso nella provincia di Macerata tra i comuni di Bolognola, Ussita e Acquacanina (Fiastra). Dal massiccio nascono il torrente Fiastrone e tutti i suoi principali affluenti.

## Morfologia
Il corpo principale presenta due cime distinte, la cima di monte Rotondo vera e propria (2102 m) e la cima di Croce di Monte Rotondo (1926 m); forma un massiccio con i monti Bambucerta (1869 m), Pietralata (1888 m) e Cacamillo (1776 m).
Il crinale sud-est prende il nome di Costa del Fargno, e collega il monte Rotondo con Pizzo Tre Vescovi tramite la forcella del Fargno.
Dal lato sud-orientale fino a settentrione, il massiccio è abbracciato dal bacino idrografico del fiume Fiastrone: la valle del Fargno (o di Bolognola) lo delimita da sud-est, mentre la valle del Rio Sacro da nord-ovest a nord. Dal lato sud-occidentale è chiuso dalla valle dell'Ussita, mentre ad ovest termina nei piani di Pao e di Macereto.
Quasi tutti i versanti sono caratterizzati da profonde gole erosive: Valle Acquasanta, Rio Sacro, Val di Tela sul versante nord, e Valle del Fargno – da cui origina il torrente Fiastrone che scorre nell'omonima valle – sul versante sud, le quali si aprono verso nord in valli più ampie, selvagge e ricchissime di acque che fuoriescono a causa dello strato di rocce impermeabili (marne), e confluiscono tutte nella valle del Fiastrone. Notevole la cascata dell'Acquasanta, raggiungibile con un comodo sentiero dal centro abitato di Bolognola, dopodiché la valle termina in una forra selvaggia ed inaccessibile.

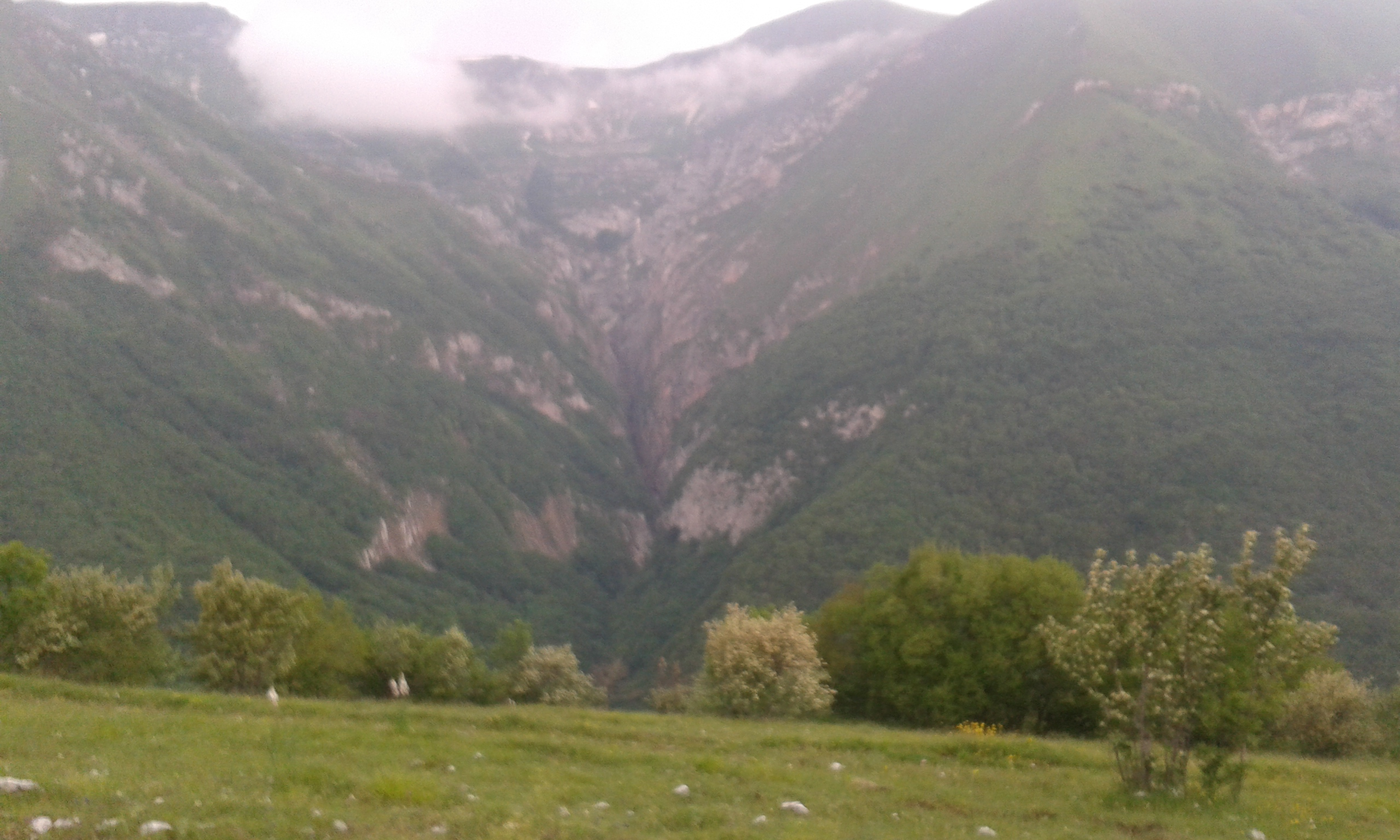
Forra dell'Acquasanta

Il versante sud è caratterizzato da scivoli di calcare (chiamate "sghiacce") portati in superficie dallo scivolamento della parte superficiale, che ammassandosi in basso ha creato la terrazza naturale sulla quale si trova l'abitato di Casali di Ussita. Nella parte superiore delle sghiacce sono presenti alcune grotte di scarsa profondità, e sia sulle sghiacce che sulla parete che le delimitano a est (Cuti, sopra la frazione di Casali) sono presenti numerose vie d'arrampicata lunghe fino a 150 metri.
Sul versante sud occidentale della cima di Croce di Monte Rotondo sono visibili delle estese barriere per il trattenimento del manto nevoso, poste in opera dopo una slavina che negli anni novanta si staccò dal versante e raggiunse il limite dell'abitato di Vallestretta, senza però danneggiare le case. È visibile la traccia che la slavina ha lasciato, trascinando a valle tutta la vegetazione del versante.
Il crinale occidentale collega la cima di Croce di Monte Rotondo con il monte Val di Fibbia più a nord, dividendo le valli del Rio Sacro a est e Vallestretta di Ussita a ovest.

## Storia
Nel XVI secolo l'amministrazione dell'abbazia venne affidata ad abati commendatari, ovvero laici o ecclesiastici che percepivano ed amministravano i redditi del monastero ma non esercitavano autorità sui monaci. Detti abati sperperarono i beni dell'abazia costringendo infine i monaci a trasferirsi altrove, decretando l'inizio del decadimento del monastero.
I monaci si trasferirono presso la chiesa dipendente di Santa Maria presso Meriggio (Fiastra). La chiesa, fondata nell'anno 1000 dagli stessi monaci, venne ampliata e divenne l'attuale Abbazia di Santa Maria di Rio Sacro.
Dell'antico monastero non rimane praticamente nulla, ma è possibile scorgerne alcune tracce nel fitto bosco che ne ha inghiottito gli ultimi ruderi.
Nel corso dell'ultimo secolo, gran parte della montagna appartenne alla famiglia ussitana Gasparri, il cui più famoso esponente fu il cardinale Pietro Gasparri, il quale sottoscrisse i Patti Lateranensi. Sulla testata della Valle del Rio Sacro c'è ancora il casale che porta il nome dei proprietari.

## Clima
In inverno le nevicate sono frequenti con lunga durata del manto nevoso e temperature molto basse. Le valanghe sono frequentissime in tutta l'area, specialmente dentro le strette forre.

## Galleria d'immagini

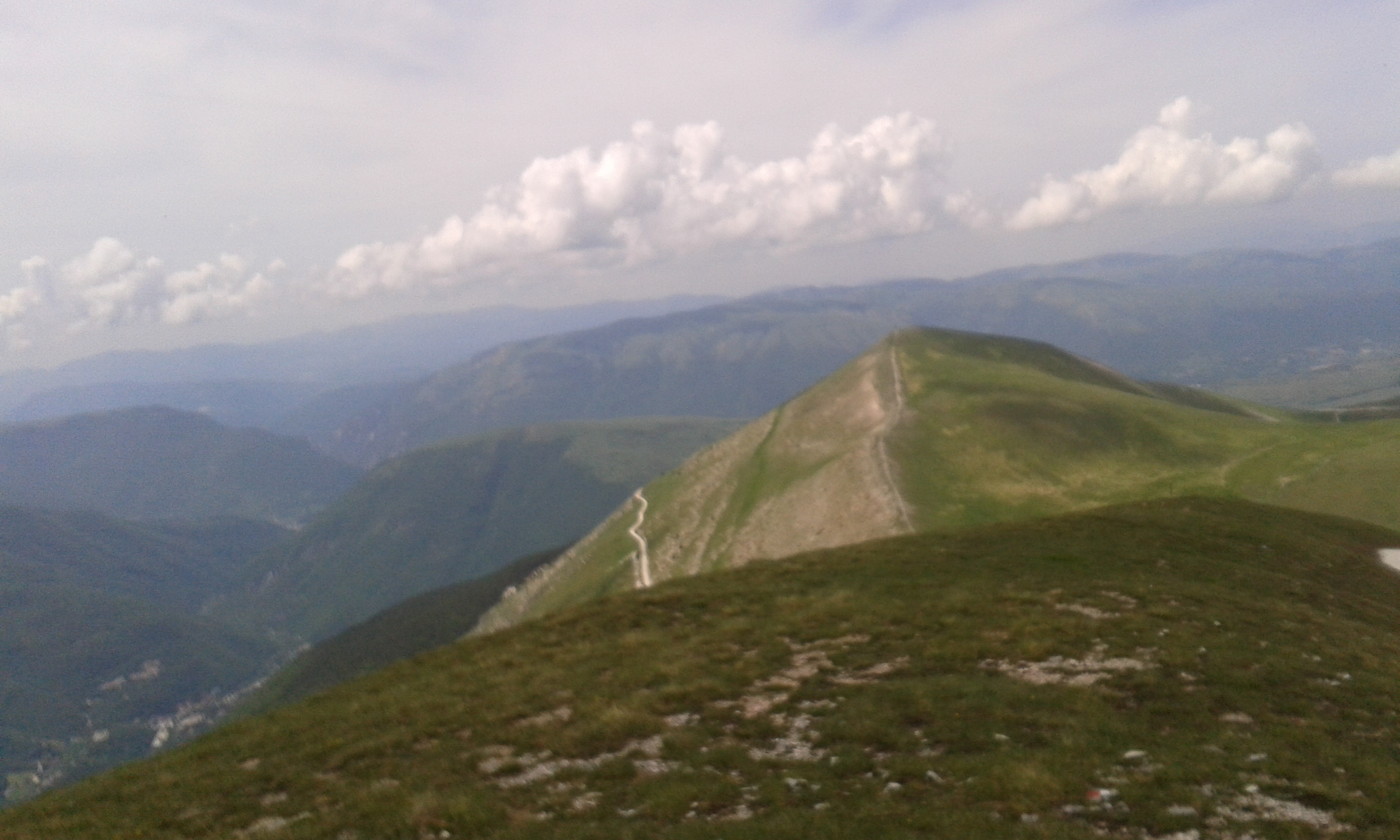
Crinale sud dal monte Rotondo verso la croce
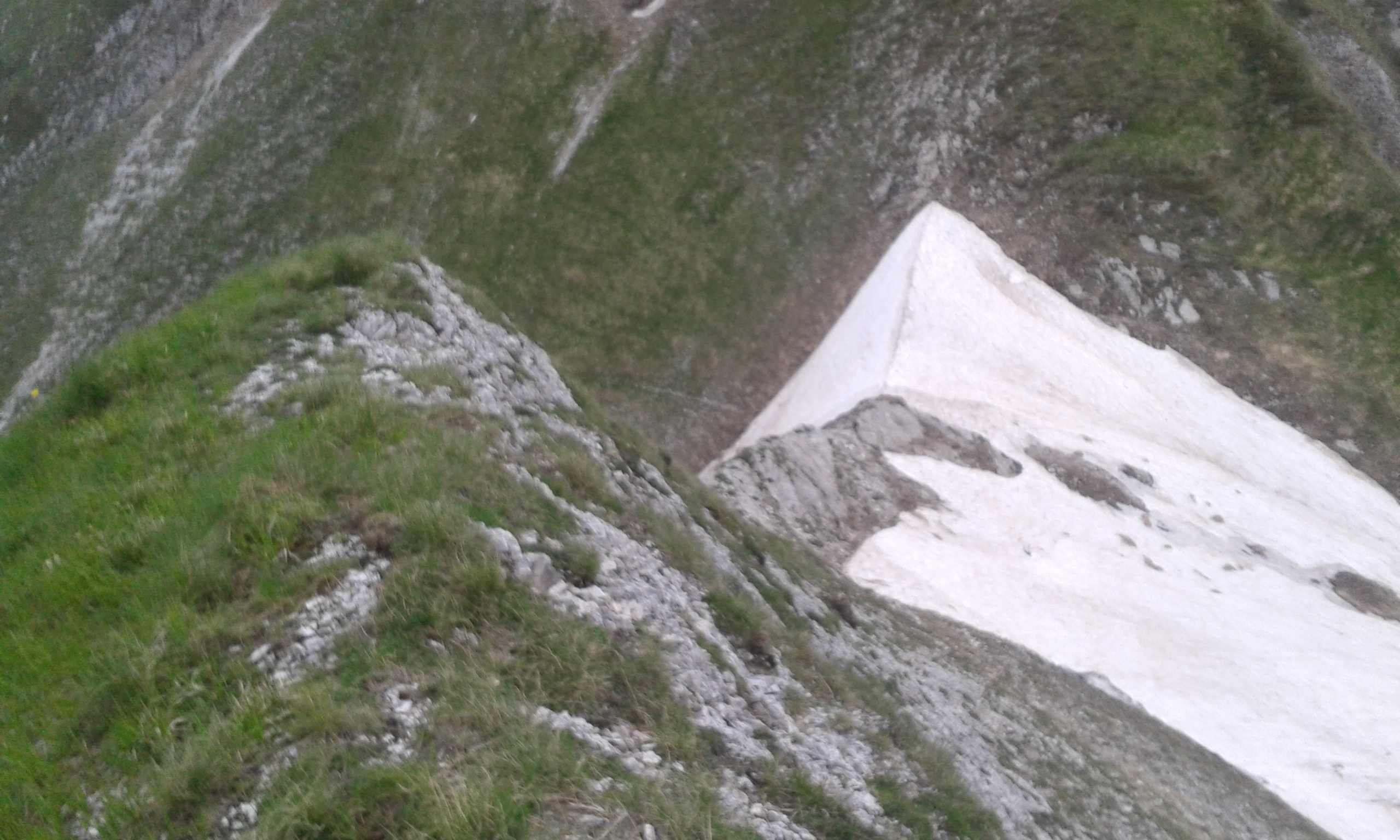
Forcella Cucciolara, tra la vetta del monte Rotondo e la cima Bambucerta
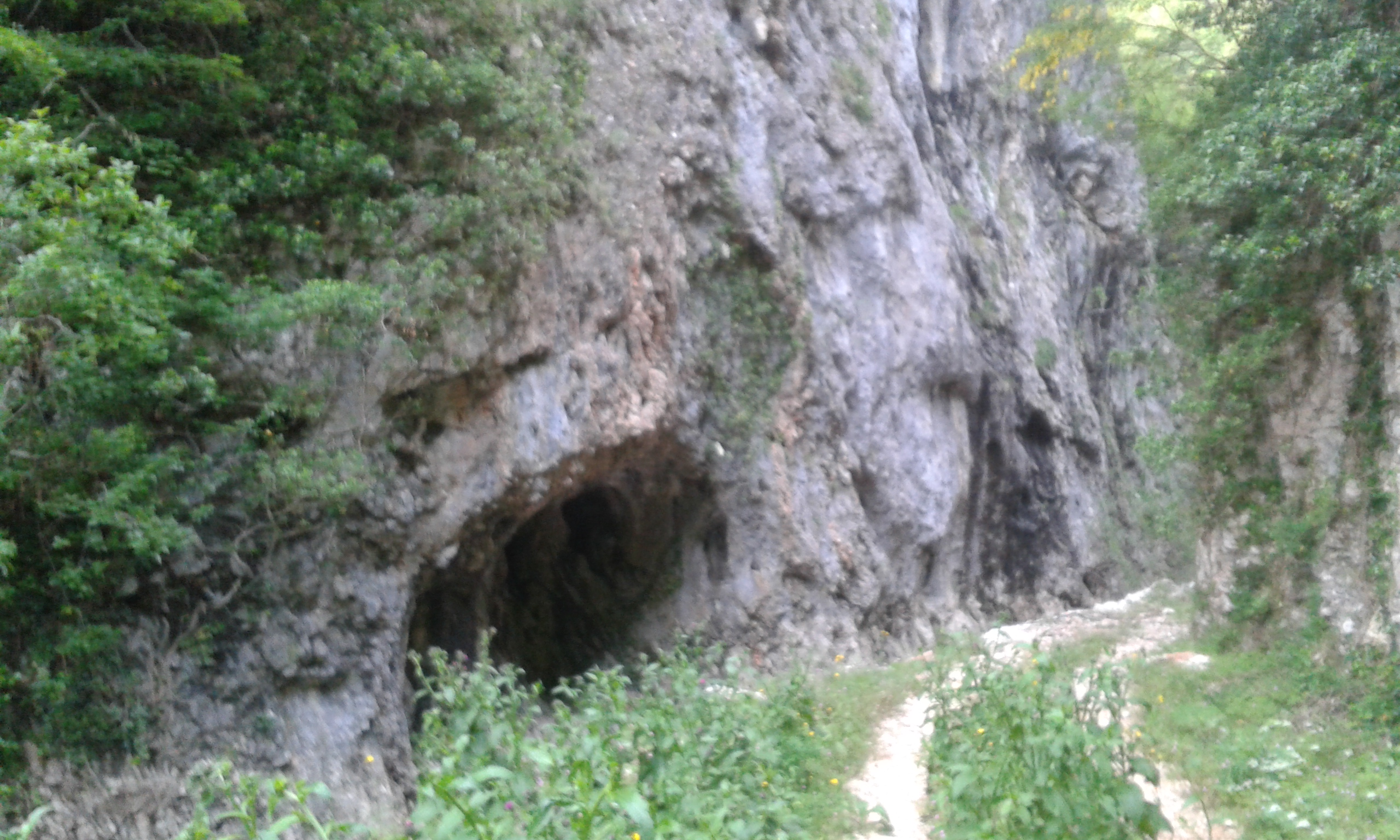
Rocce nella Valle del Rio Sacro
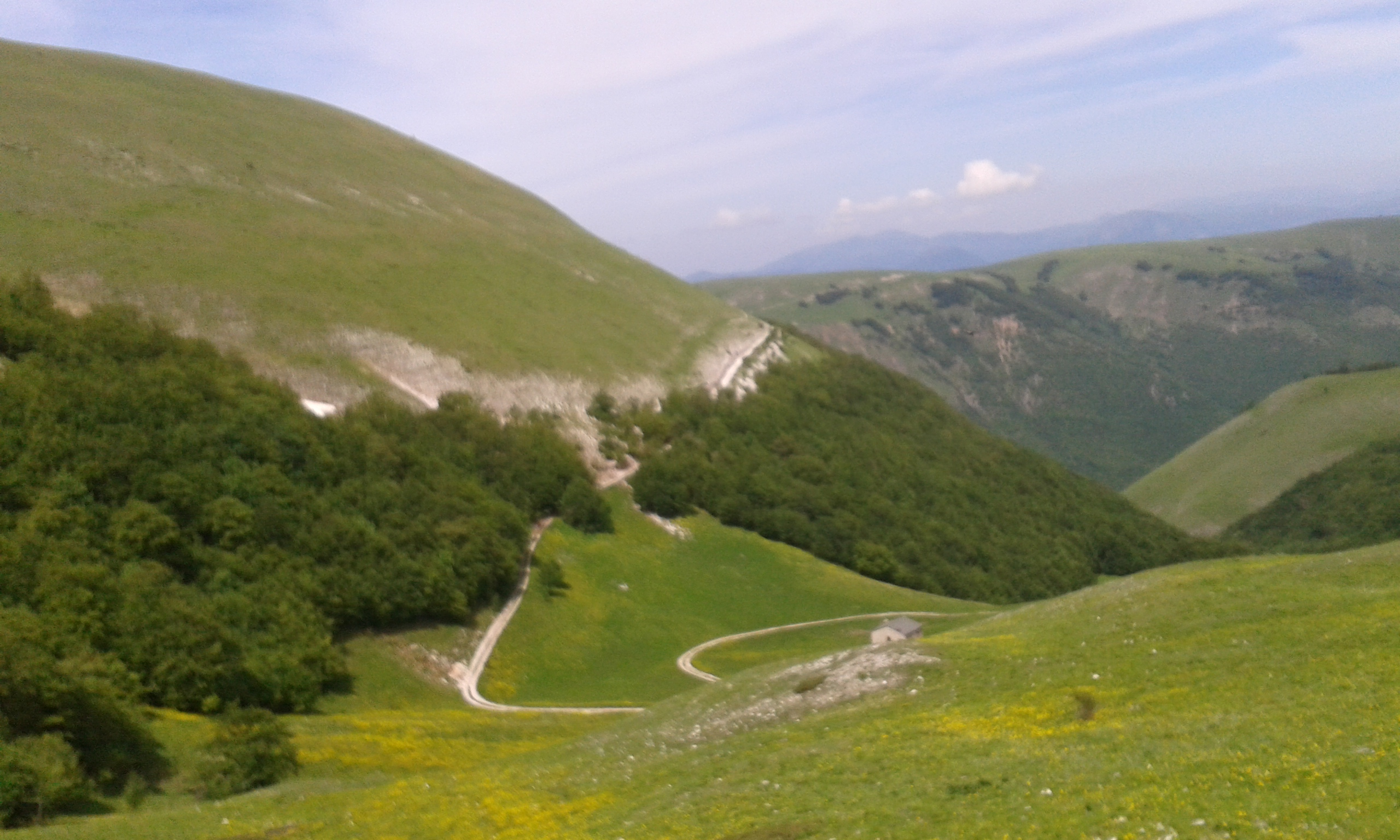
Testa della Valle del Rio Sacro, dove si trova il Casale Gasparri
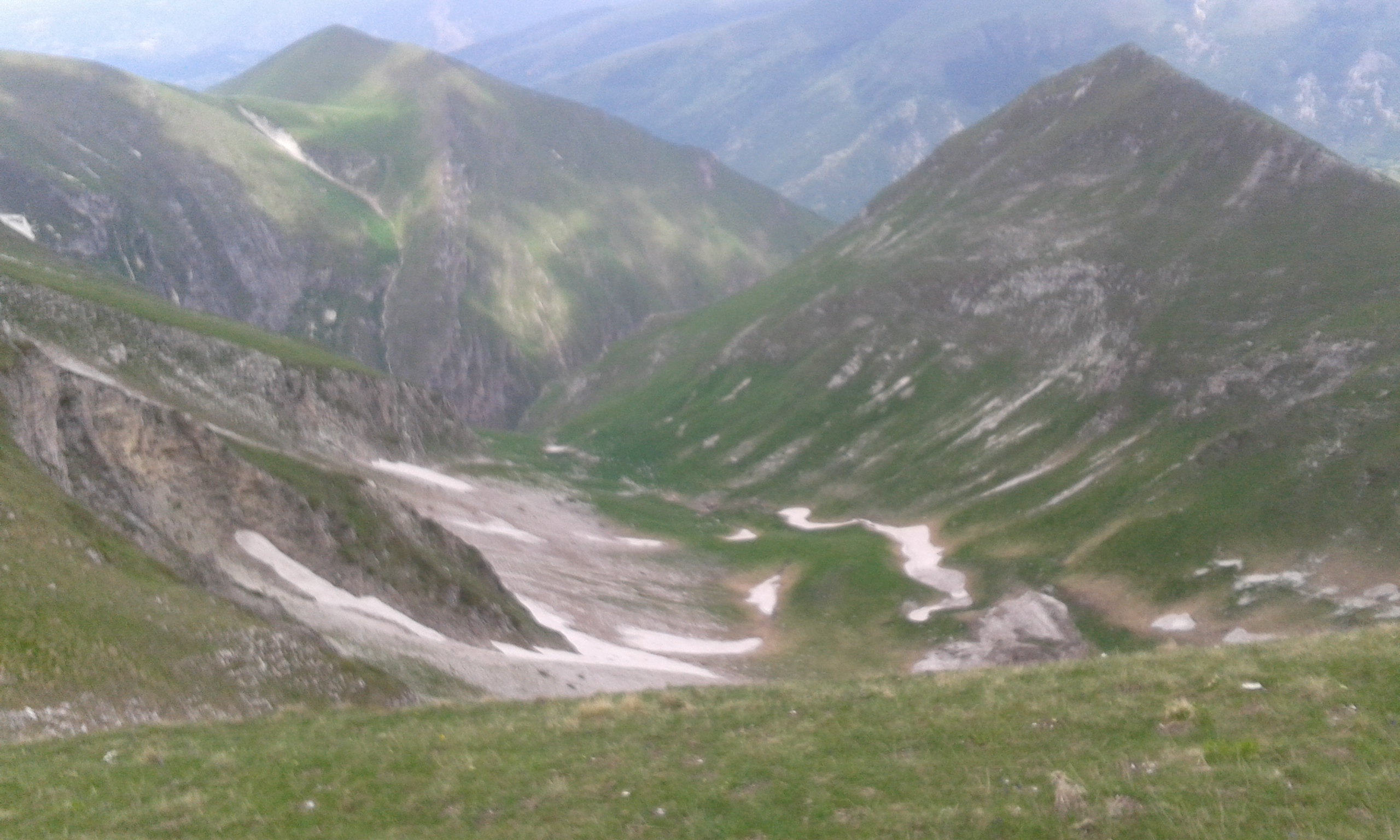
Val di Tela
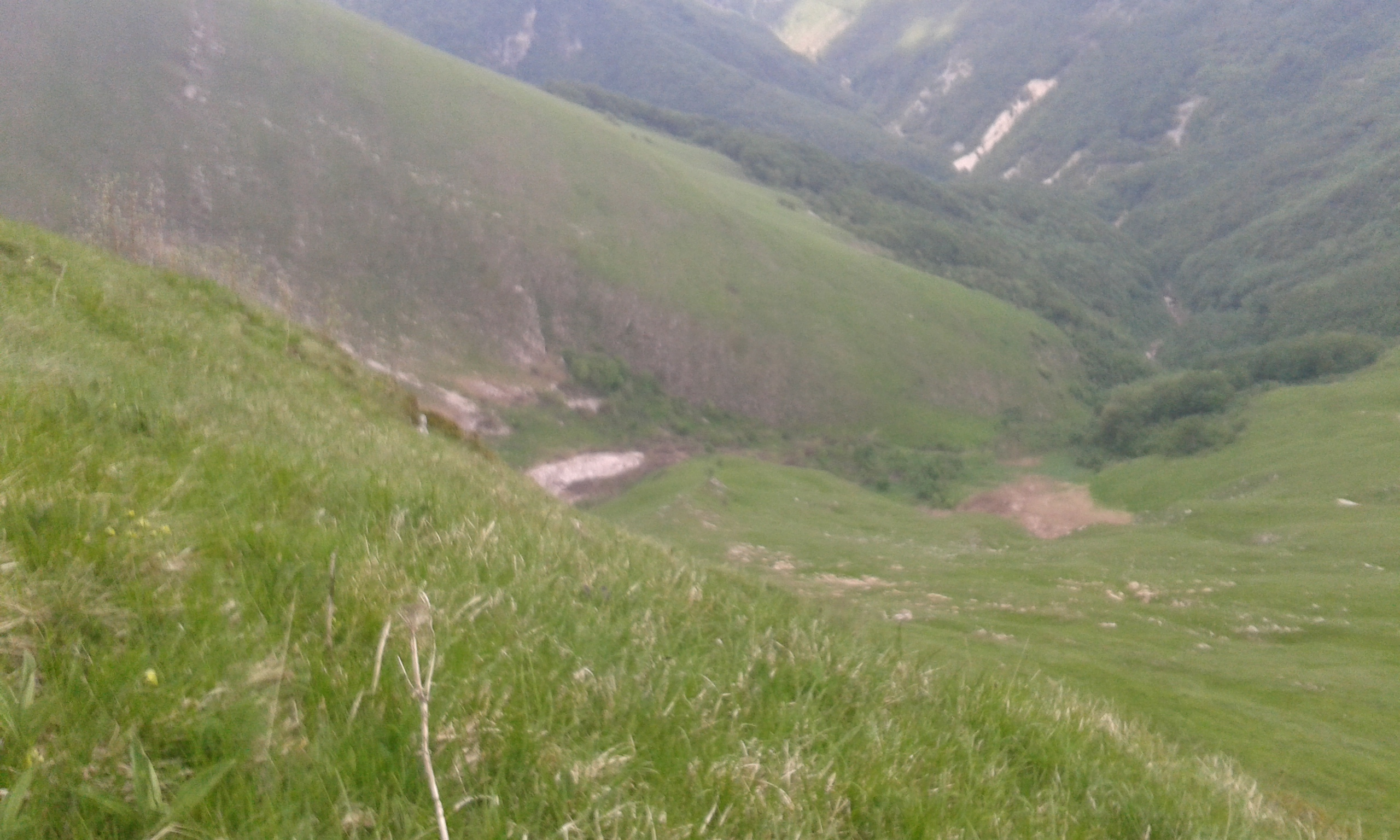
Fosso Sacro (affluente destro nella Valle dell'Acquasanta)
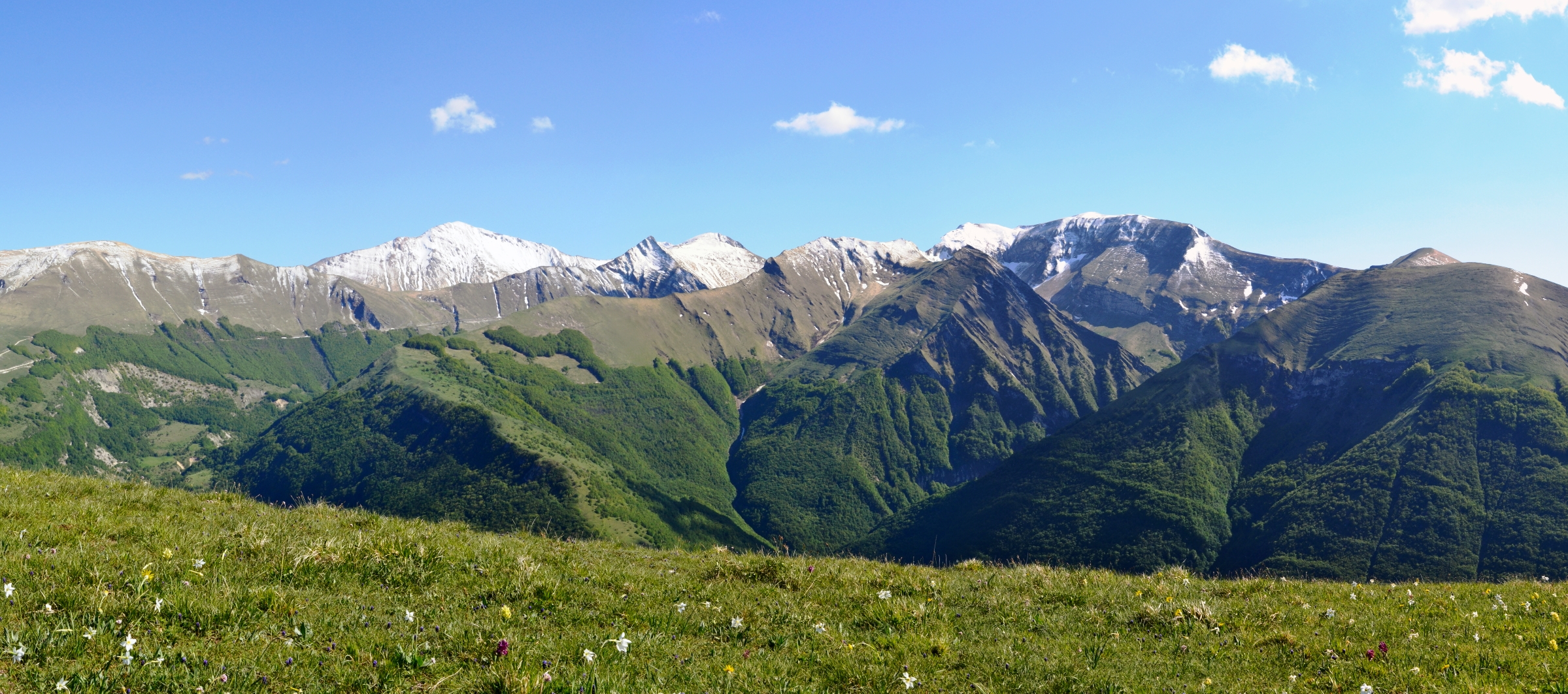
Massiccio del monte Rotondo
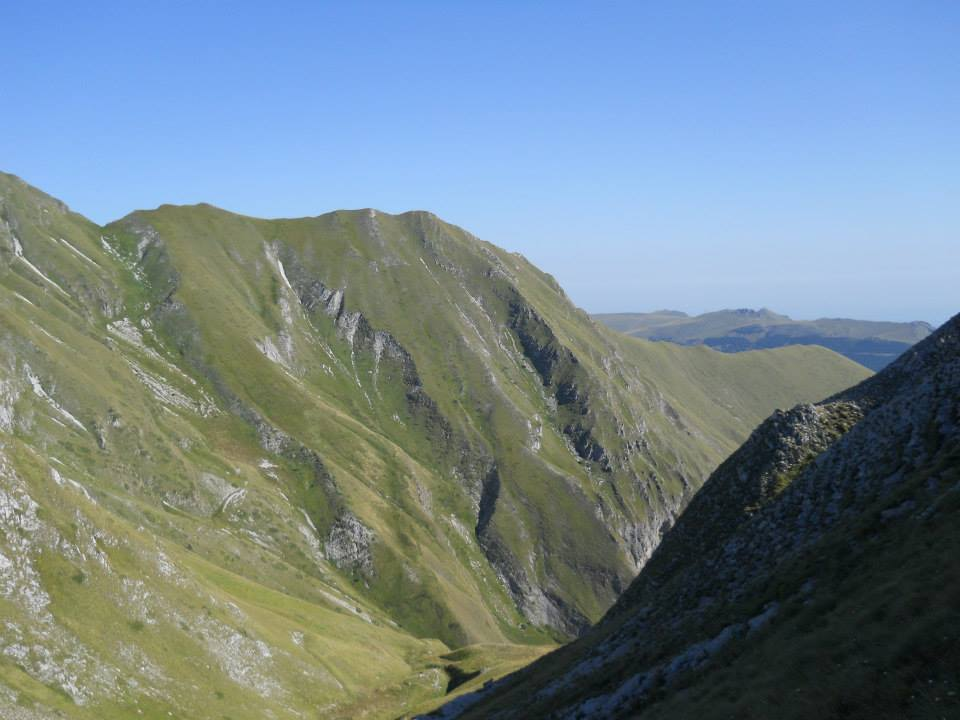
Costa Vetiche dalla testata della Valle del Fargno (dove origina la sorgente del Fiastrone)